# سباستین پیریز
سباستین پیریز (زاده ۴ آوریل ۱۹۹۰) یک بازیکن فوتبال اهل اروگوئه است.هم اکنون برای باشگاه فوتبال اتلتیکا بازی می کند.